# Distribution de Dirac
 (février 2017).
Si vous disposez d'ouvrages ou d'articles de référence ou si vous connaissez des sites web de qualité traitant du thème abordé ici, merci de compléter l'article en donnant les références utiles à sa vérifiabilité et en les liant à la section « Notes et références ».
En mathématiques, plus précisément en analyse, la distribution de Dirac, aussi appelée par abus de langage fonction δ de Dirac, introduite par Paul Dirac, peut être informellement considérée comme une fonction qui prend une « valeur » infinie en 0, et la valeur zéro partout ailleurs, et dont l'intégrale sur ℝ est égale à 1. La représentation graphique de la « fonction » δ peut être assimilée à l'axe des abscisses en entier et le demi axe des ordonnées positives. D'autre part, δ est égale à la  dérivée (au sens des distributions) de la fonction de Heaviside. Cette « fonction » δ de Dirac n'est pas une fonction mais c'est une mesure de Borel, donc une distribution.
La fonction δ de Dirac est utile comme approximation de fonctions dont la représentation graphique a la forme d'une grande pointe étroite. C'est le même type d'abstraction qui représente une charge ponctuelle, une masse ponctuelle ou un électron ponctuel. Par exemple, pour calculer la vitesse d'une balle de tennis, frappée par une raquette, nous pouvons assimiler la force de la raquette frappant la balle à une fonction δ. De cette manière, nous simplifions non seulement les équations, mais nous pouvons également calculer le mouvement de la balle en considérant seulement toute l'impulsion de la raquette contre la balle, plutôt que d'exiger la connaissance des détails de la façon dont la raquette a transféré l'énergie à la balle.
Par extension, l'expression « un Dirac » (ou « un pic de Dirac ») est donc souvent utilisée par les physiciens pour désigner une fonction ou une courbe « piquée » en une valeur donnée.

## Introduction formelle

Représentation graphique formelle de la fonction de Dirac. La flèche signifie que toute la « masse » de la fonction est concentrée en 0 et vaut 1.

On se place dans ℝn. La « fonction δ de Dirac » est la mesure borélienne de support le singleton {0} et de masse 1, c'est-à-dire la mesure de probabilité δ telle que δ({0}) = 1. Plus explicitement, pour tout borélien A de ℝn :
{\displaystyle \int 1_{A}\,\mathrm {d} \delta :=\delta (A):={\begin{cases}1&{\text{ si }}0\in A\\0&{\text{ sinon.}}\end{cases}}}
Par abus de langage, on dit que la « fonction » δ de Dirac est nulle partout sauf en 0, où sa valeur infinie correspond à une « masse » de 1.
La mesure δ est clairement de Radon, ce qui permet de l'identifier avec la forme linéaire continue de norme 1, elle aussi notée δ :
{\displaystyle {\mathcal {C}}_{c}(\mathbb {R} ^{n})\to \mathbb {R} ,\,\phi \mapsto \langle \delta ,\phi \rangle :=\int \phi \,\mathrm {d} \delta =\phi (0)},
où {\displaystyle {\mathcal {C}}_{c}(\mathbb {R} ^{n})} désigne l'espace des fonctions continues à support compact, muni de la norme {\displaystyle \|\cdot \|_{\infty }} de la convergence uniforme.
La restriction de cette forme linéaire au sous-espace {\displaystyle {\mathcal {D}}(\mathbb {R} ^{n})} des fonctions tests (les fonctions C∞ à support compact) est donc une distribution d'ordre 0. Puisque cette distribution δ est à support compact, elle est tempérée.
Autres présentations (sur ℝ) : 
À toute fonction f sur ℝn localement intégrable est associée une distribution régulière Tf :
{\displaystyle \forall \phi \in {\mathcal {D}}(\mathbb {R} ^{n})\quad \langle T_{f},\phi \rangle =\int _{-\infty }^{+\infty }\phi (x)\,f(x)\mathrm {d} x.}
La distribution δ est égale à la dérivée de la distribution TH associée à la fonction de Heaviside (localement intégrable) :
{\displaystyle \langle {(T_{H})}',\phi \rangle =-\langle T_{H},\phi '\rangle =-\int H\phi '=-[\phi ]_{0}^{\infty }=\phi (0)=\langle \delta ,\phi \rangle }.
C'est aussi (voir infra) la limite de diverses suites ou familles de fonctions localement intégrables.

## Convolution
L'« impulsion de Dirac » δ est l'élément neutre de la convolution :
{\displaystyle (\delta \ast \phi )(x)\!:=\delta \left(\cdot \right)\phi (x-\cdot )=\phi (x-0)\quad (x\in \mathbb {R} ^{n})},
d'où : {\displaystyle \delta \ast \phi =\phi }.
Cette propriété est abondamment utilisée en traitement du signal. On dit qu'un signal correspondant à une distribution de Dirac a un spectre blanc. C’est-à-dire que chaque fréquence est présente avec une intensité identique. Cette propriété permet d'analyser la réponse fréquentielle d'un système sans avoir à balayer toutes les fréquences.

## Transformée de Fourier
La transformée de Fourier en tant que distribution tempérée de la mesure bornée δ est la fonction constante 1 :
{\displaystyle \forall y\in \mathbb {R} ^{n}\quad \int \mathrm {e} ^{-\mathrm {i} x\cdot y}\,\mathrm {\delta } (x)\,dx=\mathrm {e} ^{-\mathrm {i} 0\cdot y}=1}.
Plus exactement, c'est la distribution régulière T1 associée à cette fonction :
{\displaystyle \forall \phi \in {\mathcal {S}}\quad \langle {\widehat {\delta }},\phi \rangle =\langle T_{1},\phi \rangle =\int \phi (x)\,\mathrm {d} x}
et (par inversion de Fourier) la transformée de Fourier de T1 est δ :
{\displaystyle \langle {\widehat {T_{1}}},\phi \rangle =\langle {\widetilde {\delta }},\phi \rangle =\langle \delta ,\phi \rangle }.

## Dérivée
Le calcul de la dérivée δ' de la distribution δ donne :
{\displaystyle \forall \phi \in {\mathcal {D}}\quad \langle \delta ',\phi \rangle \!:=-\phi '(0)}.
Plus généralement, celui de la dérivée n-ième de δ, δ(n), donne :
{\displaystyle \langle \delta ^{(n)},\phi \rangle \!:=(-1)^{n}\phi ^{(n)}(0)}.
Les dérivées de δ apparaissent dans la transformation de Fourier des polynômes.
Une identité utile est 
{\displaystyle \delta (g(x))=\sum _{i}{\frac {\delta (x-x_{i})}{|g'(x_{i})|}}}
où les xi sont les racines (supposées simples) de la fonction g. Elle est équivalente à la forme intégrale :
{\displaystyle \int _{-\infty }^{+\infty }f(x)\,\delta (g(x))\,\mathrm {d} x=\sum _{i}{\frac {f(x_{i})}{|g'(x_{i})|}}}.

## Représentations de la fonction δ

### Généralités
La « fonction » δ est la limite de diverses familles (ηa) de fonctions (en un sens faible à préciser : {\displaystyle \forall \phi \in C_{c}(\mathbb {R} )} ou {\displaystyle {\mathcal {D}}(\mathbb {R} )} ou…) :
{\displaystyle \lim _{a\to 0^{+}}\int _{-\infty }^{+\infty }\phi (x)\eta _{a}(x)\,\mathrm {d} x=\phi (0).}
Certains appellent de telles familles (ηa) des « fonctions naissantes » de δ.
Celles-ci peuvent être utiles dans des applications spécifiques.
Mais si la limite est employée de manière trop imprécise, des non-sens peuvent en résulter, comme d’ailleurs dans n'importe quelle branche de l’analyse.
La notion d’approximation de l'unité a une signification particulière en analyse harmonique, en rapport avec la limite d’une famille ayant pour limite un élément neutre pour l'opération de convolution. Ici l’hypothèse est faite que la limite est celle d’une famille de fonctions positives.

### Notation
Dans certains cas, on utilise une fonction décentrée de Dirac, et elle est notée :
{\displaystyle \delta _{d}(x)=\delta (x-d)}.
Voir par exemple : produit de convolution.

### Exemple élémentaire

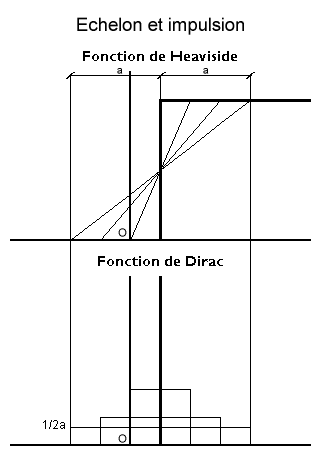

On peut interpréter de façon plus abordable la définition de la distribution de Dirac δ comme dérivée de celle de Heaviside (voir supra), en introduisant le deuxième exemple donné dans le paragraphe suivant.
Pour cela, on considère la famille de fonctions (Ha)a > 0 définie par
{\displaystyle H_{a}(x)={\begin{cases}0&{\text{si }}x\leq -a\\{\frac {1}{2}}\left(1+{\frac {x}{a}}\right)&{\text{si }}-a<x<a\\1&{\text{si }}x\geq a\end{cases}}}
La dérivée H'a est la fonction porte (ou impulsion) Πa qui vaut 1⁄2a entre –a et +a et est nulle ailleurs (son intégrale vaut 1).
Pour toute fonction continue f, on a donc :
{\displaystyle \int _{-\infty }^{+\infty }f(x)\Pi _{a}(x)\,\mathrm {d} x={\frac {1}{2a}}\int _{-a}^{a}f(x)\,\mathrm {d} x}.
D'après le théorème fondamental de l'analyse, cette expression tend vers f(0) lorsque a tend vers 0, ce qui démontre que Πa tend vers la distribution de Dirac :
{\displaystyle \lim _{a\to 0^{+}}\int _{-\infty }^{+\infty }f(x)\Pi _{a}(x)\,\mathrm {d} x=f(0)=\langle \delta ,f\rangle }.
Plus généralement, pour toute famille (Ha)a > 0 de fonctions à variation bornée (donc dérivables presque partout et de dérivées localement intégrables), on a :

### Autres exemples

Approximation de la fonction de Dirac par des gaussiennes.

Quelques familles de fonctions de limite δ lorsque a → 0 sont les {\displaystyle \eta _{a}} tels que : {\displaystyle \eta _{a}(x)={\frac {1}{a}}\eta \left({\frac {x}{a}}\right)}, avec η défini par
{\displaystyle \eta (x)={\frac {1}{\pi }}{1 \over 1+x^{2}}}
{\displaystyle \eta (x)={\begin{cases}{\frac {1}{2}}&{\text{si }}|x|<1,\\0&{\text{sinon}}\end{cases}}}
{\displaystyle \eta (x)={\frac {1}{\sqrt {\pi }}}\mathrm {e} ^{-x^{2}}}
{\displaystyle \eta (x)={\frac {1}{2}}\mathrm {e} ^{-|x|}}
{\displaystyle \eta (x)={\frac {\mathrm {d} }{\mathrm {d} x}}\left({\frac {1}{1+\mathrm {e} ^{-x}}}\right)=-{\frac {\mathrm {d} }{\mathrm {d} x}}\left({\frac {1}{1+\mathrm {e} ^{x}}}\right)}
{\displaystyle \eta (x)={\frac {1}{\pi }}{\frac {\sin ^{2}x}{x^{2}}}}
{\displaystyle \eta (x)={\frac {1}{\pi x}}\sin x={\frac {1}{2\pi }}\int _{-1}^{1}\cos(kx)\;\mathrm {d} k}
{\displaystyle \eta (x)={\frac {1}{2\pi }}\int _{-\infty }^{+\infty }\mathrm {e} ^{\mathrm {i} tx-|t|}\;\mathrm {d} t}
Il existe donc des suites de fonctions, appelées « suites de Dirac », convergeant vers la fonction δ : les suites (φn) définies par {\displaystyle \varphi _{n}(x)=\eta _{1/n}(x)=n\eta (nx)}.
Un autre exemple, donné par Edmund Landau en 1908, est :
{\displaystyle \forall n\in \mathbb {N} \quad \varphi _{n}(x)={\begin{cases}{\frac {(2n+1)!}{2^{2n+1}(n!)^{2}}}(1-x^{2})^{n}&{\text{ si}}-1\leq x\leq 1\\0&{\text{ sinon.}}\end{cases}}}
On trouvera un résultat général de convergence vers la mesure de Dirac dans la section « Mesures équinormales » de l'article Mesures secondaires.

## Applications
La distribution de Dirac sert en physique à décrire des événements ponctuels. Pour les besoins du formalisme quantique, Dirac a introduit un objet singulier, qu'on appelle aujourd'hui « impulsion de Dirac », notée δ(t). En outre, cette impulsion représente un signal de durée théoriquement nulle et d'énergie finie.

### Probabilités
Une densité de probabilité, par exemple celle de la loi normale, est représentée par une courbe qui enferme une aire égale à 1. Si on fait tendre sa variance vers 0, on obtient à la limite un delta qui représente la densité de probabilité d'une variable certaine avec la probabilité 1. Il s'agit là d'une curiosité qui présente un intérêt pratique limité mais elle se généralise d'une manière intéressante. 
La manière la plus simple pour décrire une variable discrète qui prend des valeurs appartenant à un ensemble dénombrable consiste à utiliser sa fonction de probabilité qui associe une probabilité à chacune des valeurs. On peut aussi considérer une pseudo-densité de probabilité constituée par une somme de fonctions de Dirac associées à chacune des valeurs avec un poids égal à leurs probabilités. Dans ces conditions, les formules intégrales qui calculent les espérances des variables continues s'appliquent aux variables discrètes en tenant compte de l'équation rappelée ci-dessus.

### Analyse des enregistrements
Pour déterminer le contenu de l'enregistrement d'un phénomène physique en fonction du temps, on utilise généralement la transformation de Fourier. La transformée de Fourier de la « fonction » de Dirac est la fonction constante 1 (voir supra).
De nos jours, les enregistrements analogiques continus de phénomènes physiques ont cédé la place à des enregistrements numériques échantillonnés avec un certain pas de temps. On utilise dans ce domaine la transformée de Fourier discrète qui est une approximation sur une certaine durée d'échantillonnage.
La multiplication d'une fonction continue par un « peigne de Dirac », somme de deltas équidistants, a une transformée de Fourier égale à l'approximation de celle de la fonction d'origine par la méthode des rectangles. En utilisant un développement en série de Fourier du peigne, on montre que le résultat donne la somme de la transformée vraie et de toutes ses translatées par la fréquence d'échantillonnage. Si celles-ci empiètent sur la transformée vraie, c'est-à-dire si le signal contient des fréquences supérieures à la moitié de la fréquence d'échantillonnage, le spectre est replié. C'est le phénomène du repliement de spectre. Dans le cas contraire il est possible de reconstituer exactement le signal par la formule de Shannon.